# Narc
Narc (br: Narc) é um filme produzido nos Estados Unidos de 2002, escrito e dirigido por Joe Carnahan.

## Sinopse
Nick Tellis, um ex-agente da divisão de narcóticos de Detroit, é convocado para investigar o duvidoso homicídio de um policial. o departamento coloca como parceiro de Tellis o tenente Henry Oak, ex-parceiro do policial assassinado. Agora os dois estão nas ruas, investigando os locais de maior concentração de drogas da cidade.

## Elenco
- Ray Liotta ... Henry Oak
- Jason Patric ... Nick Tellis
- Chi McBride ... Capitão Cheevers
- Busta Rhymes ... Darnell "Big D Love" Beery
- John Ortiz ... Octavio Ruiz